# Second Division (1893/1894)
Second Division w sezonie 1893/1894
|    |                          | M  | Z  | R | P  | B+  | B- | GA    | Pkt |
| -- | ------------------------ | -- | -- | - | -- | --- | -- | ----- | --- |
| 1  | Liverpool                | 28 | 22 | 6 | 0  | 77  | 18 | 4.278 | 50  |
| 2  | Birmingham City          | 28 | 21 | 0 | 7  | 103 | 44 | 2.341 | 42  |
| 3  | Notts County             | 28 | 18 | 3 | 7  | 70  | 31 | 2.258 | 39  |
| 4  | Newcastle United         | 28 | 15 | 6 | 7  | 66  | 39 | 1.692 | 36  |
| 5  | Grimsby Town             | 28 | 15 | 2 | 11 | 71  | 58 | 1.224 | 32  |
| 6  | Burton Swifts            | 28 | 14 | 3 | 11 | 79  | 61 | 1.295 | 31  |
| 7  | Port Vale                | 28 | 13 | 4 | 11 | 66  | 64 | 1.031 | 30  |
| 8  | Lincoln City             | 28 | 11 | 6 | 11 | 59  | 58 | 1.017 | 28  |
| 9  | Woolwich Arsenal         | 28 | 12 | 4 | 12 | 52  | 55 | 0.945 | 28  |
| 10 | Walsall                  | 28 | 10 | 3 | 15 | 51  | 61 | 0.836 | 23  |
| 11 | Middlesbrough Ironopolis | 28 | 8  | 4 | 16 | 37  | 72 | 0.514 | 20  |
| 12 | Crewe Alexandra          | 28 | 6  | 7 | 15 | 42  | 73 | 0.575 | 19  |
| 13 | Manchester City          | 28 | 8  | 2 | 18 | 47  | 71 | 0.662 | 18  |
| 14 | Rotherham Town           | 28 | 6  | 3 | 19 | 44  | 91 | 0.484 | 15  |
| 15 | Northwich Victoria       | 28 | 3  | 3 | 22 | 30  | 98 | 0.306 | 9   |